# Barra do Piraí
Barra do Piraí, amtlich Município de Barra do Piraí, ist eine Gemeinde in Brasilien.

## Geografie
Sie liegt im brasilianischen Bundesstaat Rio de Janeiro, etwa 80 Kilometer nördlich von dessen Hauptstadt auf einer Höhe von 363 über NN. Barra do Piraí besteht aus den sechs Stadtteilen Barra do Piraí (Stadtverwaltung), Ipiabas, Vargem Alegre, Dorândia, São José do Turvo, Califórnia da Barra. Hier leben knapp 95 000 Menschen. 
Der Name der Stadt ist vom Fluss Rio Piraí abgeleitet, der durch den Ort fließt und hier im Laufe der Zeit eine Sandbank bildete.

## Verkehr
Bahnanschluss erhielt die Stadt 1864. Heute ist sie ein Eisenbahnknotenpunkt. Die vom Bahnhof ausgehenden Strecken verbinden drei der wichtigsten wirtschaftlichen Zentren Brasiliens: São Paulo, Rio de Janeiro und Belo Horizonte.
In der Nähe von Barra do Piraí ereignete sich am 7. August 1956 ein schwerer Eisenbahnunfall: Ein Güterzug fuhr auf einen Personenzug auf. Mehr als 20 Menschen starben.